# Gorgo (filme)
Gorgo (bra/prt: Gorgo) é um filme britânico de 1961, dirigido por Eugenie Lourié, com roteiro de Robert L. Richards e Daniel James e banda sonora de Angelo Francesco Lavagnino.

## Sinopse
Nas águas da Irlanda, caçadores de tesouro, capturam um monstro pré-histórico, apenas para desencadear a fúria de sua gigantesca mãe.

## Elenco
- Bill Travers como Joe Ryan
- William Sylvester como Sam Slade
- Vincent Winter como Sean
- Christopher Rhodes como McCartin
- Joseph O'Conor como Professor Hendricks
- Bruce Seton como Professor Flaherty
- Martin Benson como Dorkin
- Maurice Kaufmann como radiorrepórter
- Basil Dignam como Almirante Brooks
- Barry Keegan como Mate
- Tommy Duggan como primeiro-oficial
- Howard Lang como primeiro-coronel
- Dervis Ward como Bosun